# Bogusław Zych
Bogusław Zych   (Varsòvia, 10 de desembre de 1951 - Naprawa, 3 d'abril de 1995) fou un tirador d'esgrima polonès, especialista en floret, que va competir durant les dècades de 1970 i 1980.

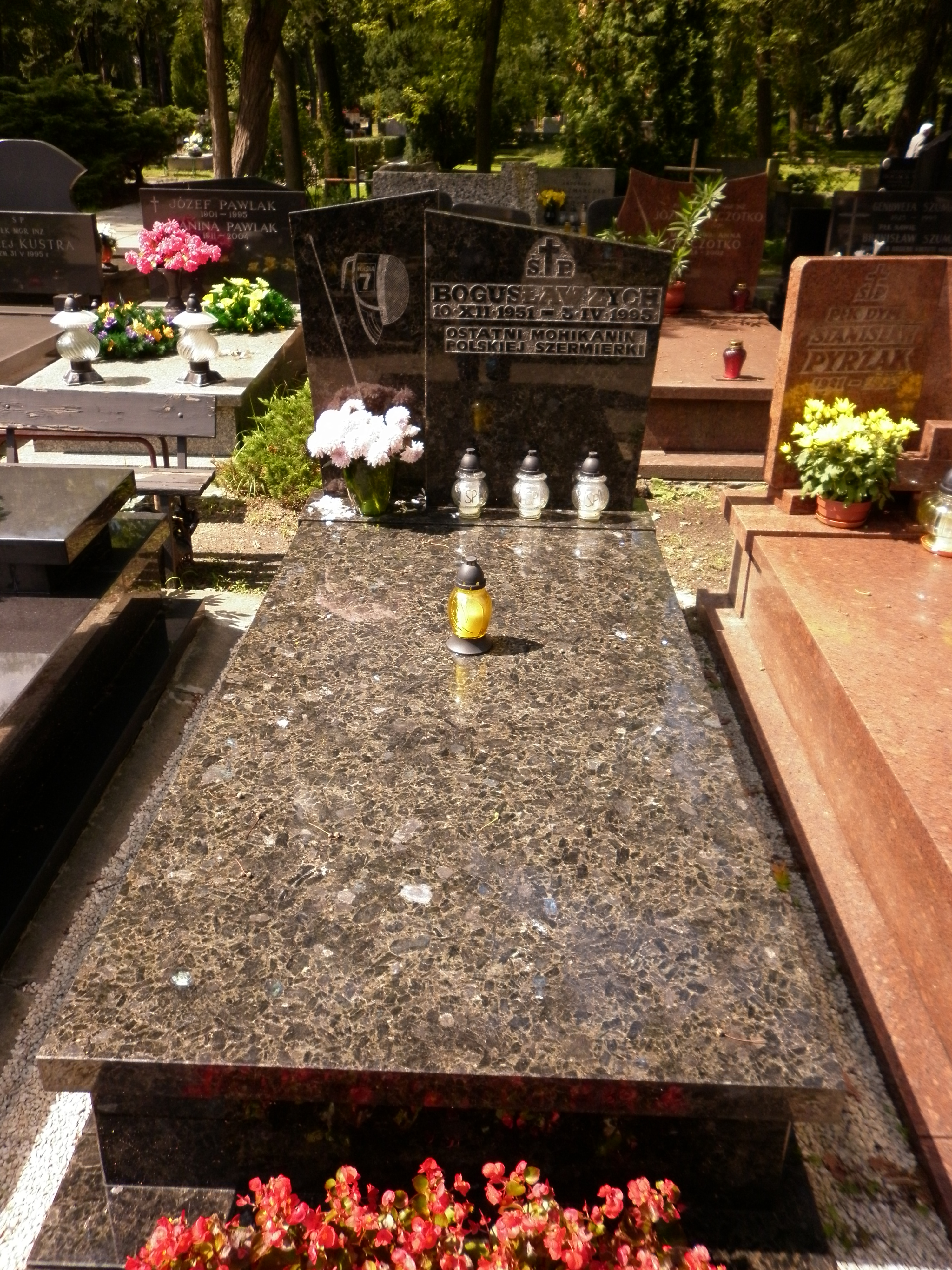
Tomba de Bogusław Zych.

El 1980 va prendre part en els Jocs Olímpics d'Estiu de Moscou, on va disputar dues proves del programa d'esgrima. En la prova del floret per equips guanyà la medalla de bronze, mentre en la del floret individual quedà eliminat en sèries. El 1988, als Jocs de Seül, va disputar tres proves del programa d'esgrima. Destacà la cinquena posició en la prova del floret per equips, mentre en les altres dues proves quedà eliminat en sèries.
En el seu palmarès també destaca una medalla d'or al Campionat del món d'esgrima de 1978, dues medalles de bronze al Campionat d'Europa i quatre campionats nacionals, el 1983, 1984, 1985 i 1989.
Va morir en un accident de cotxe l'abril de 1995.